# Adriaan Steengracht
Adriaan Nicolaaszoon Steengracht, pan van Grijpskerke en Poppendamme (ur. ok. 1733, zm. 1770) – holenderski polityk.
Od 26 maja 1766 do 6 maja 1770 Wielki Pensjonariusz Zelandii.